# Heliotrygon rosai
Heliotrygon rosai är en rockeart som beskrevs av De Carvalho och Lovejoy 20. Heliotrygon rosai ingår i släktet Heliotrygon och familjen Potamotrygonidae. Inga underarter finns listade i Catalogue of Life.